# Арсений II (архиепископ Охридский)
Архиепи́скоп Арсе́ний II — последний автокефальный архиепископ Охридский (1763 — 16 января 1767 года)

## Биография
Согласно народным преданиям Арсений был потомком болгарского охридского рода Баласчевых. До вступления на Охридский престол Арсений был митрополитом Пелагонийской Охридской архиепископии (после 1759—1763). Был избран в 1763 году на Охридскую кафедру вопреки намерению патриарха Константинопольского Иоанникия III поставить своего протосинкелла иеромонаха Ананию. В 1766 году Арсений II был вызван в Константинополь и в январе 1767 года принуждён патриархом Самуилом I Ханджери подписать грамоту об отречении от Охридской кафедры со ссылкой на тяжкие долги архиепископии, которая переходила в подчинение Константинопольской патриархии. 16 января епархии с болгарским населением на правах Преспанской митрополии были переданы Константинопольскому патриархату.
Отставка Арсения II означала конец Охридской автокефалии.
Арсению была оставлена Пелагонийская епархия — но 24 июня того же года она также была подчинена Патриархату и передана Нафанаилу Мегленскому. Вскоре же Преспанская митрополия была присоединена к Драчской епархии.
Впоследствии Арсений был сослан в афонский Зографский монастырь, где прожил до своей кончины в почёте у болгарских монахов Афона.
В первой половине XIX века его имя стало знаковым. Оно использовалось болгарами в их борьбе за обособление от Константинопольской патриархии. В 1870-х годах болгарский поэт Григор Пырличев написал две песни о борцах за болгарскую церковную независимость как продолжателях дела Арсения.